# Kurt Czekalla
Kurt Czekalla, född 30 september 1930 i Schönebeck, död 19 mars 2002, var en östtysk sportskytt.
Czekalla blev olympisk bronsmedaljör i trap vid sommarspelen 1968 i Mexico City.